# 니시소노기군

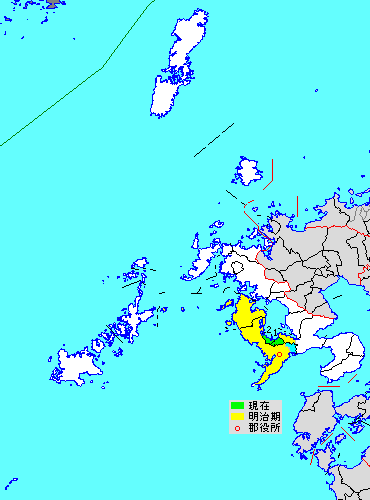
니시소노기 군의 위치

니시소노기군(일본어: 西彼杵郡, にしそのぎぐん)은 일본 나가사키현 남서부에 위치하는 군이다.
인구 67,537명, 면적 49.67km², 인구밀도 1,360명/km².(2025년 5월 1일, 추계인구)
이하 2정으로 구성된다.
- 도기쓰정(時津町)
- 나가요정(長与町)

## 역사
- 2005년 1월 4일 - 이오지마 정·고야기 정·산와 정·소토메 정·다카시마 정·노모자키 정이 나가사키시에 편입되었다.
- 2005년 3월 1일 - 다라미 정이 이사하야 시·기타타카키 군 4정과 합병해 새로운 이사하야시가 성립하였다.
- 2005년 4월 1일 - 오시마 정·오세토 정·사이카이 정·사키토 정·세이히 정이 합병해 사이카이시가 성립하였다.
- 2006년 1월 4일 - 긴카이 정이 나가사키 시에 편입되었다.